# Scopula rossica
Scopula rossica är en fjärilsart som beskrevs av Alexander Michailovitsch Djakonov 1926. Scopula rossica ingår i släktet Scopula och familjen mätare. Inga underarter finns listade.